# Yverdon-les-Bains

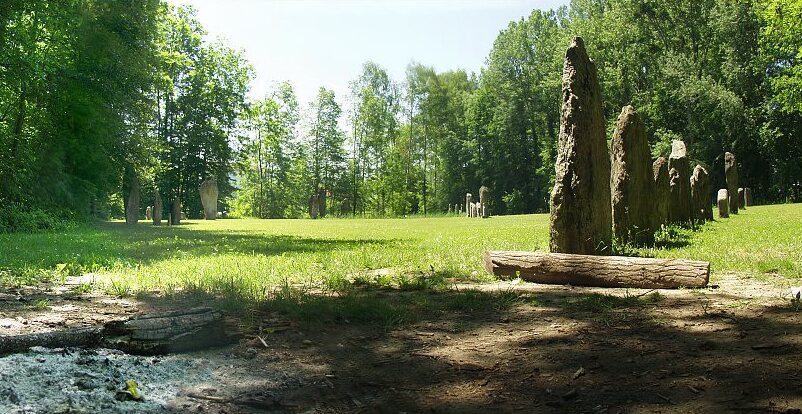
Stenrader i Yverdon-les-Bains från 3000 f.Kr.

Yverdon-les-Bains är en ort och kommun i distriktet Jura-Nord vaudois i kantonen Vaud, Schweiz. Kommunen har 30 202 invånare (2023). Den 1 juli 2011 inkorporerades kommunen Gressy in i Yverdon-les-Bains.
Yverdon-les-Bains ligger i den västra delen av landet och är berömt för sina varma källor. Den utgör en viktig region för handel och turism. Yverdon-les-Bains kallades för Eburodunum och Ebredunum under antikens Rom.